# القائمة القاتلة لألعاب الفيديو
القائمة القاتلة لألعاب الفيديو هو موقع ويب من نوع قاعدة بيانات لألعاب الفيديو ‏ أنشئ في 1991، ومحتواه الأساسي حول ألعاب آركيد.

## وصلات خارجية
- الموقع الرسمي